# Kipushi (territoire)
Le territoire de Kipushi est une entité déconcentrée de la province du Haut-Katanga en république démocratique du Congo. Il est constitué de plusieurs petits villages et centré autour de la cité minière et frontalière de Kipushi. 

## Géographie
Il s'étend au sud-ouest de la province.

## Histoire
Avant 2015, il fait partie de disctrict du Haut-Katanga de la province du Katanga. 

## Commune
Le territoire compte une commune rurale de moins de 80 000 électeurs.
- Kipushi, (7 conseillers municipaux)

## Secteur et chefferies
Il est divisé en deux chefferies et un secteur :
- Chefferie Kaponda
- Chefferie Kinyama
- Secteur Bukanda

## Localités
- Kinyama
- Kipushi
- Kiwele
- Lumata
- Musoshi
- Mwangala
- Tumbwe

## Cours d'eau
- Kafubu
- Kifumanzi
- Luapula
- Munama
- Wiswila